# Althepus minimus
Althepus minimus là một loài nhện trong họ Ochyroceratidae. Loài này phân bố ở Sumatra.